# Teobald III de Blois

Escut d'armes del comtat de Blois.

Teobald III de Blois (1012 - † 1089) fou comte de Blois, Meaux i Troyes. Era fill d'Eudes II de Blois i Ermengarda d'Auvèrnia.
Teobald va heretar, entre d'altres, els comats de Blois, Tours, Chartres, Châteaudun i Sancerre, i a la Campanya Château-Thierry, Provins i Saint Florentin. El seu germà Esteve va heretar els comtats de Meaux, Troyes i Vitry-le-François.
Teobald va conspirar contra Enric I, però va ser derrotat el 1044 i va haver de lliurar el comtat de Tours per recuperar la seva llibertat. A partir d'aleshores, la seu principal de la Casa de Blois va passar a la Campanya. Teobald va aconseguir guanyar-se novament la confiança reial i recuperar la seva influència. Va ser nomenat comte palatí, títol que ja havia aconseguit el seu pare, i va fer servir la influència recuperada per prendre el control de les terres que el seu germà havia heretat a la Campanya i que ara eren governades pel seu nebot Eudes de Campanya. Eudes es va unir després a l'exèrcit de Guillem I d'Anglaterra, prenent part a Hastings i a la posterior ocupació normanda d'Anglaterra, convertint-se en comte d'Aumale i Holderness, i casant-se amb una germana de Guillem.
La posició de Teobald era considerablement poderosa, i es va reforçar encara més amb el seu matrimoni amb la filla de Raül de Valois. A partir del 1074 va deixar al seu fill Esteve II el control de Blois, Châteaudun i Chartres.

## Descendència
Amb la seva primera dona, Gersenda del Maine, filla d'Herbert I del Maine, comte del Maine, va tenir un fill: Esteve II de Blois.
Del seu matrimoni amb Alix de Crepy, filla de Raül II de Valois i Adelaida de Bar, van néixer tres fills: Philip, bisbe de Châlons-sur-Marne, Eudes, que va heretar possessions a la Campanya, a Troyes, i Hug I de Campanya, primer comte de Campanya.